# Frenchella hirticollis
Frenchella hirticollis är en skalbaggsart som beskrevs av Blackburn 1898. Frenchella hirticollis ingår i släktet Frenchella och familjen Melolonthidae. Inga underarter finns listade i Catalogue of Life.